# 澤田美晴
澤田 美晴（さわだ みはる、1996年7月28日 - ）は、日本の女性声優。神奈川県出身。ケッケコーポレーション所属。

## 経歴
小学3年生の時に父親と『新世紀エヴァンゲリオン』を見た際に、エヴァンゲリオンに自分も乗りたいと思ったことをきっかけに声優の道を目指した。小学5・6年生頃には、様々な分野で活躍する水樹奈々に憧れを抱いていたと語っている。
その後、ワタナベエンターテイメントスクールの20期生となり、高校時代にはラジオ番組『智一・美樹のラジオビッグバン』のアシスタントを務めていた。
2015年にケッケコーポレーションに所属。声優として初めて決まった役はテレビアニメ『ハイスクール・フリート』の小笠原光であり、2016年、『魔法つかいプリキュア!』でアニメデビューを果たしている。

## 人物
趣味は愛犬と遊ぶこと、ディズニー、特技は剣道、バドミントンである。剣道においては、神奈川県の警察署にある道場に通っていた際に大将を務めたこともあった。他に『新世紀エヴァンゲリオン』、ピンク、サンリオも好きである。
うさぎが好きで、LIVERTINE AGEとのコラボパーカーを販売した際にはうさぎをデザインしている。
負けず嫌いな性格であると語っている。
声優の山下七海、井上ほの花と仲が良い。

## 出演
太字はメインキャラクター。

### テレビアニメ
2016年
- 魔法つかいプリキュア!（2016年 - 2025年、ナンシー、谷崎れな） - 2シリーズ
- ハイスクール・フリート（小笠原光）
- アイカツスターズ!（2016年 - 2017年、2年生、明石咲耶、夜空ファン）

2017年
- 武装少女マキャヴェリズム（女教師、女子生徒、東狐常美）
- アトム ザ・ビギニング（学生）

2019年
- ドラえもん（テレビ朝日版第2期）（子ども）

2022年
- BLEACH 千年血戦篇（美女）

2023年
- BanG Dream! It's MyGO!!!!!（月ノ森 生徒A、羽丘 生徒B）

### 劇場アニメ
- 劇場版 ハイスクール・フリート（2020年、小笠原光[24]）
- 劇場版 BanG Dream! Episode of Roselia II：Song I am.（2021年、ファミレス店員）

### OVA
- OVA ハイスクール・フリート（2017年、小笠原光）

### ゲーム
2016年
- アドヴェントガール（曹丕）
- 8 beat Story♪（メイ）
- 刻のイシュタリア（暗黒獣のクラーケン）
- クラッシュ・オブ・パンツァー（イレーネ・カンピオーニ）
- 幻獣姫（ブレイズドラゴン）
- 三国烈覇（卞夫人）

2017年
- 青空アンダーガールズ!（渡辺晴海）
- クイズRPG 魔法使いと黒猫のウィズ（アルル・アーガイル）
- 天華百剣-斬-（骨喰藤四郎）

2018年
- 妖怪百姫たん！（以津真天）
- モン娘☆は〜れむ（クレア）

2019年
- ハイスクール・フリート 艦隊バトルでピンチ!（小笠原光）
- D.C.4 〜ダ・カーポ4〜（光山 紗希）

2021年
- D.C.4 Fortunate Departures 〜ダ・カーポ4〜 フォーチュネイトデパーチャーズ（光山 紗希）
- 幻獣契約クリプトラクト（2021年 - 2023年、チルキー）

2024年
- 逆転オセロニア（シェルミーナ）

### ドラマCD
- 8 beat story♪ドラマCDvol.1「出会いと始まりの物語」（メイ）

### ラジオ
※はインターネット配信。
- 智一・美樹のラジオビッグバン（2013年 - 2014年、超!A&G+※） - アシスタント[33]
- 吉岡×澤田のトワイライトライオット（2018年 - 、YouTube※）[34]

### インターネット番組
- エビストニュース（2016年 - ）※回替わりパーソナリティ[35]
- ハニプラTV～8/pLanet!!の課外授業に行ってみよー（2016年 - ）
- miii☆time（生テレ：2017年 - ）[36]

### 舞台
- 劇団TEAM-ODAC 第42回本公演『舞台・破天荒フェニックス〜2023』（2023年）[37]
- ミュージカル『悪ノ娘』（2024年、ネイ）[38]

### その他
- MEMプロジェクト（2018年 、西遠白雪）[39]
- 温泉むすめ（塩原八弥）

## ディスコグラフィ

### キャラクターソング
| 発売日   | CDタイトル      | 歌                                                                           | 楽曲                                                                 | 備考                                  |
| 2016年   | 2016年          | 2016年                                                                       | 2016年                                                               | 2016年                                |
| -------- | --------------- | ---------------------------------------------------------------------------- | -------------------------------------------------------------------- | ------------------------------------- |
| 6月8日   | ファンタジア    | 8/pLanet!                                                                    | 「ファンタジア」                                                     | ゲーム『8 beat Story♪』主題歌         |
| 10月19日 | Halloween☆Night | 8/pLanet!                                                                    | 「Halloween☆Night」                                                  | アプリゲーム「8 beat Story♪」         |
| 11月23日 | BLUE MOON       | 8/pLanet!                                                                    | 「BLUE MOON」                                                        | アプリゲーム『8 beat Story♪』         |
| 12月14日 | ハピ♡メリ       | 8/pLanet!                                                                    | 「ハピ♡メリ」                                                        | アプリゲーム『8 beat Story ♪』        |
| 2017年   |                 |                                                                              |                                                                      |                                       |
| 4月12日  | DREAMER         | 8/pLanet!                                                                    | 「DREAMER」/「オーバードライブ」                                     | アプリゲーム『8 beat Story ♪』        |
| 8月30日  | Rooting For You | 8/pLanet!                                                                    | 「Rooting For You」/「Lovely Summer」                                | アプリゲーム『8 beat Story ♪』        |
| 2018年   |                 |                                                                              |                                                                      |                                       |
| 8月29日  | STAR☆TING!      | 青空アンダーガールズ                                                         | 「STAR☆TING!」 「オレンジ」                                          | ゲーム『青空アンダーガールズ!』関連曲 |
| 8月29日  | STAR☆TING!      | 銀河歌劇団                                                                   | 「放課後くるーずっ!」 「☆しゃるむてのわーる☆」 「DF3〜遥かなる旅〜」 | ゲーム『青空アンダーガールズ!』関連曲 |
| 2019年   |                 |                                                                              |                                                                      |                                       |
| 5月15日  | Precious Notes  | 8/pLanet!                                                                    | 「Precious Notes 」/「学び舎の空に 」                                | アプリゲーム『8 beat Story ♪』        |
| 2021年   |                 |                                                                              |                                                                      |                                       |
| 7月21日  | 百華繚乱 参     | 大倶利伽羅（日野まり）、古今伝授の太刀（朝日奈丸佳）、骨喰藤四郎（澤田美晴） | 「ちょこれいとせんそう！」                                           | ゲーム『天華百剣 -斬-』関連曲         |

### その他
- ハッピーセット アイカツスターズ！「アイドルになったら」篇（CMソング担当[40]）